# Adolphine Kok

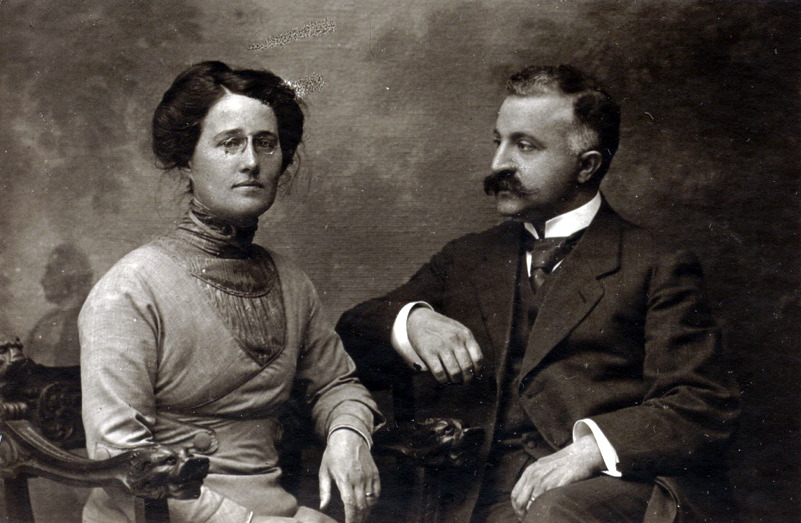
Adolphine Kok met haar echtgenoot Jan van den Hoek

Adolphine Eduardina Kok (Rotterdam, 2 augustus 1879 – aldaar, 20 augustus 1928) was de eerste vrouwelijke advocaat in Nederland. 

## Biografie
Adolphine Kok werd geboren als dochter van Eduard Adolph Kok (1850-1913), dierenarts, en Adriana Catharina Jurriaanse (1853-1926). Kok heeft waarschijnlijk de meisjes HBS gevolgd en vervolgens staatsexamen gymnasium gedaan. In 1900 ging ze rechten studeren in Leiden. Op 1 april 1903 promoveerde cum laude ze op het proefschrift Het huwelijksgoederenrecht in het Duitsche Burgerlijk Wetboek: het wettelijk huwelijksgoederenrecht. Een jaar later publiceerde ze een vervolgstudie: Het huwelijksgoederenrecht door huwelijkse voorwaarden (1904). Kok was de eerste afgestudeerde juriste van Nederland. Haar studiegenoot en vriendin Lizzy van Dorp was de tweede. Van Dorp behaalde haar doctoraalexamen twee jaar voor Kok, maar deed langer over haar proefschrift. 
Kok werd drie weken na haar promotie, op 20 april 1903, in Rotterdam als advocaat beëdigd, samen met haar verloofde, Jan van den Hoek (1873-1954). Kok was de eerste vrouwelijke advocaat in Nederland. In het blad "Belang en Recht" van 1 juli 1903 werd deze historische gebeurtenis als volgt omschreven "de kalme wijze waarop in ons land aan de vrouw de toegang tot de balie is geopend; wat in Frankrijk niet ging zonder tusschenkomst van den wetgever, geschiedde hier zonder eenig verzet. Over het eerste optreden van Mejuffrouw Kok wordt met waardeering gesproken. De daarmee geleverde proefneming wordt als geslaagd beschouwd en er schijnt, zoo wordt gezegd, geen enkele reden te zijn, waarom onze bekwame juriste niet de gewichtigste strafzaken met succes zou kunnen behandelen. Bij den wensch, dat zij menigmaal in de gelegenheid moge zijn zulks te doen, sluiten wij ons gaarne aan." 
Kok en van den Hoek trouwden op 10 mei 1904 in Rotterdam. Hun huwelijk bleef kinderloos. Kok en Van den Hoek hadden samen een advocatenpraktijk in Rotterdam. Het specialisme van Kok was huwelijksrecht. In 1922 schreef Kok een preadvies voor de Broederschap van Kandidaat-Notarissen over de modernisering van het huwelijksvermogensrecht inzake huwelijken in gemeenschap van goederen. Met de voorstellen in dit preadvies was zij haar tijd ver vooruit.

## Overig
Kok was een van de oprichtsters van de Rotterdamsche Vrouwenclub Studium Vinculum en ze was de eerste voorzitter van deze vereniging.